# Heliport Iginniarfik

i7
i11
i13
Der Heliport Iginniarfik (ICAO-Code: BGIG) ist ein Hubschrauberlandeplatz in Iginniarfik im westlichen Grönland. Da er kein Abfertigungsgebäude besitzt, wird der Heliport auch als Helistop bezeichnet.

## Lage und Ausstattung
Der Heliport liegt etwas südlich des Dorfs, liegt auf einer Höhe von 50 Fuß und hat eine mit Schotter bedeckte kreisrunde Landefläche mit einem Durchmesser von 30 m.

## Fluggesellschaften und Ziele
Der Heliport wird von Air Greenland bedient, welche saisonale regelmäßige Flüge zum Heliport Kangaatsiaq und zum Heliport Ikerasaarsuk anbietet. Von dort aus kann der Flughafen Aasiaat erreicht werden.